# إستر رينالدي
إستر رينالدي (بالإسبانية: Esther Rinaldi)‏ هي فنانة مكياج وممثلة مكسيكية، ولدت في 18 نوفمبر 1976 في مدينة مكسيكو في المكسيك.

## وصلات خارجية
- إستر رينالدي على موقع IMDb (الإنجليزية)
- إستر رينالدي على موقع قاعدة بيانات الفيلم (الإنجليزية)